# Volucella
Volucella es un género de moscas sírfidas de tamaño grande. Las antenas tienen aristas plumosas muy distintivas y la cara se extiende hacia abajo. Son grandes migradoras (Volucella zonaria) y los machos suelen ser territoriales. Los adultos se alimentan de néctar de flores y se suelen ver con frecuencia asoleándose en hojas de plantas. Las larvas de muchas especies suelen vivir en los nidos de abejorros y de avispas sociales donde se comportan como detritívoros (alimentándose de desperdicios) o son depredadores de larvas.

## Especies
- Volucella abdominalis Wiedemann, 1830
- Volucella anastasia Hull, 1946
- Volucella anna Williston, 1887
- Volucella apicalis Loew, 1866
- Volucella apicifera Townsend, 1895
- Volucella avida Osten Sacken, 1877
- Volucella barei Curran, 1925
- Volucella bombylans (Linnaeus 1758)
- Volucella comstocki Williston, 1887
- Volucella dracaena Curran
- Volucella elegans Loew, 1862
- Volucella eugenia Williston, 1887
- Volucella florida Hull, 1941
- Volucella fraudulenta Williston, 1891
- Volucella haagii Jaennicke, 1867
- Volucella inanis (Linnaeus 1758)
- Volucella inflata (Fabricius, 1794)
- Volucella isabellina Williston, 1887
- Volucella jeddona Bigot, 1875
- Volucella linearis Walker, 1849[4]
- Volucella liquida Erichson in Wagner, 1841
- Volucella lutzi Curran, 1930
- Volucella macrocephala Giglio-Tos, 1892
- Volucella matsumurai Han & Choi, 2001[4]
- Volucella megacephala Loew, 1863
- Volucella mexicana Macquart, 1842
- Volucella nigra Greene, 1923
- Volucella nigricans Coquillett, 1898
- Volucella nigropicta Portschinsky, 1884
- Volucella opalescens Townsend, 1901
- Volucella pallens Wiedemann, 1830
- Volucella pellucens (Linnaeus 1758)
- Volucella plumatoides Hervé-Bazin, 1923
- Volucella postica Say, 1829
- Volucella pusilla Macquart, 1842
- Volucella quadrata Williston, 1891
- Volucella satur Osten Sacken, 1877
- Volucella sternalis Curran, 1930
- Volucella suzukii Matsumura, 916 [4]
- Volucella tamaulipana Townsend, 1898
- Volucella tau Bigot, 1883
- Volucella tricincta Bigot, 1875
- Volucella unipunctata Curran, 1926
- Volucella vesicularia Curran, 1947
- Volucella victoria Williston, 1887
- Volucella zonaria (Poda, 1761)

## Galería

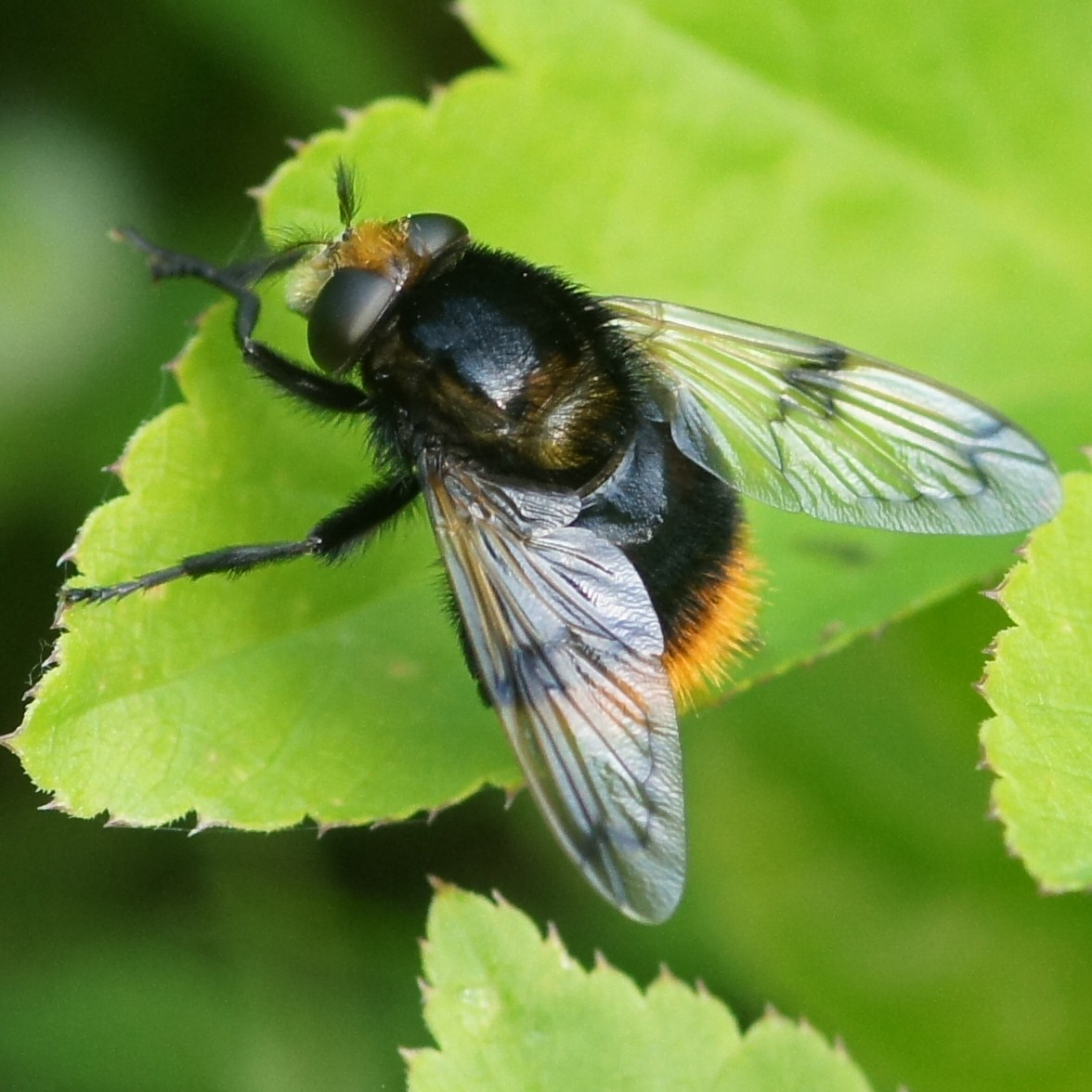
Volucella bombylans var. bombylans hembra
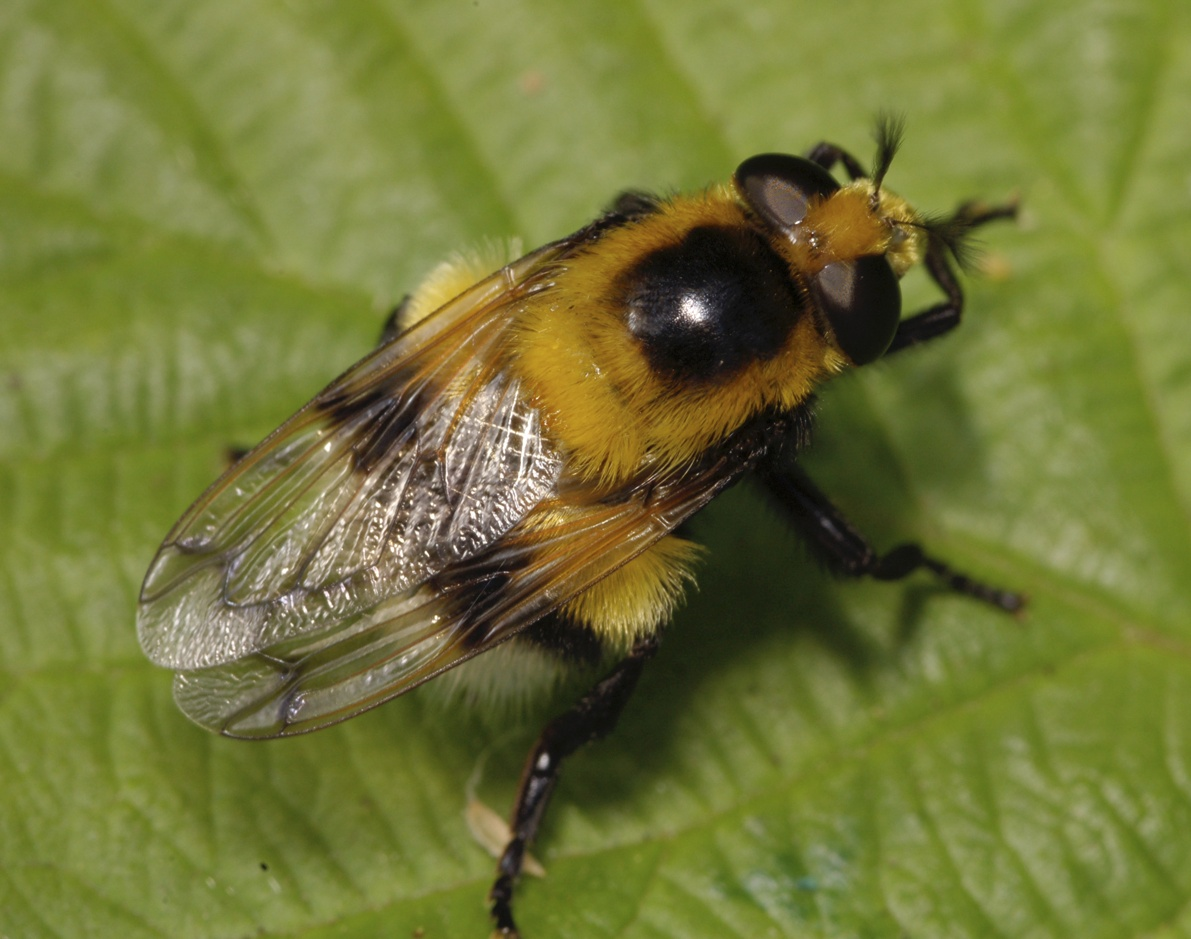
Volucella bombylans var. plumata hembra
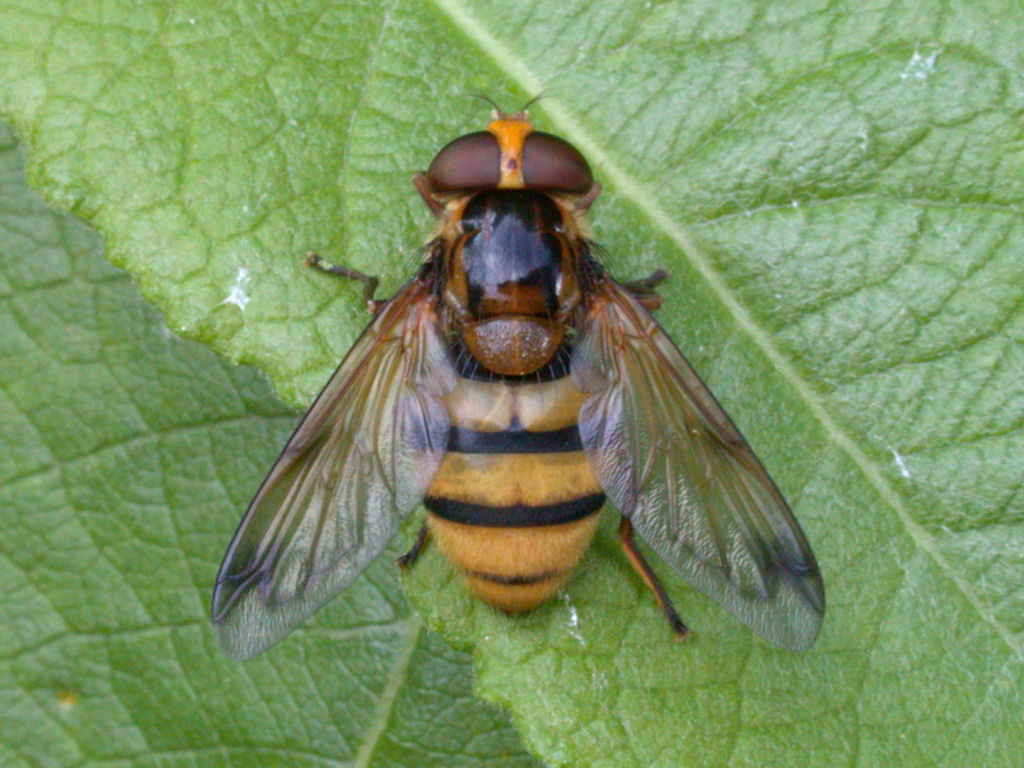
Volucella inanis hembra
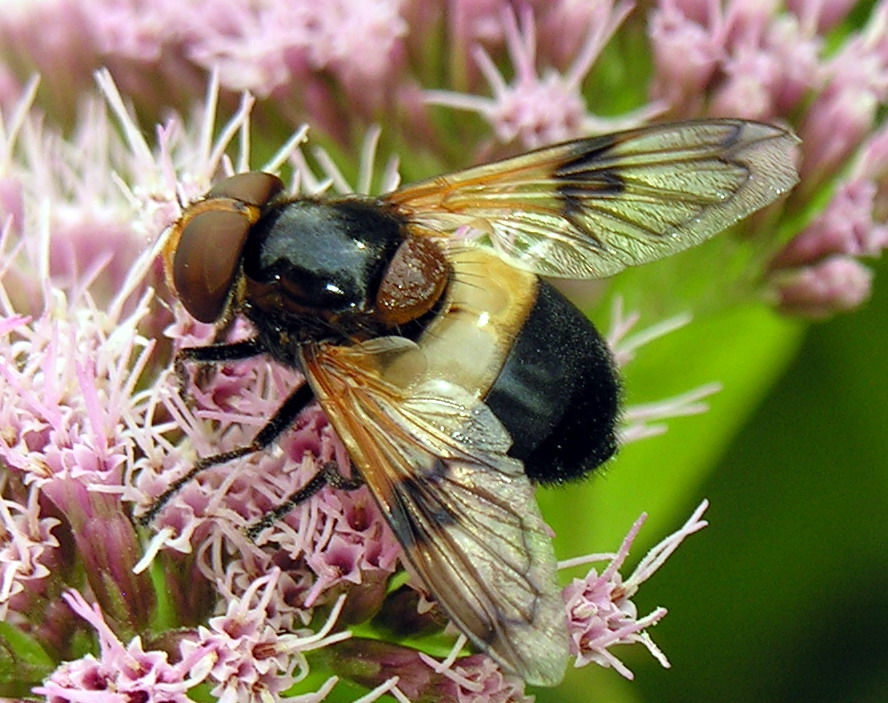
Volucella pellucens hembra
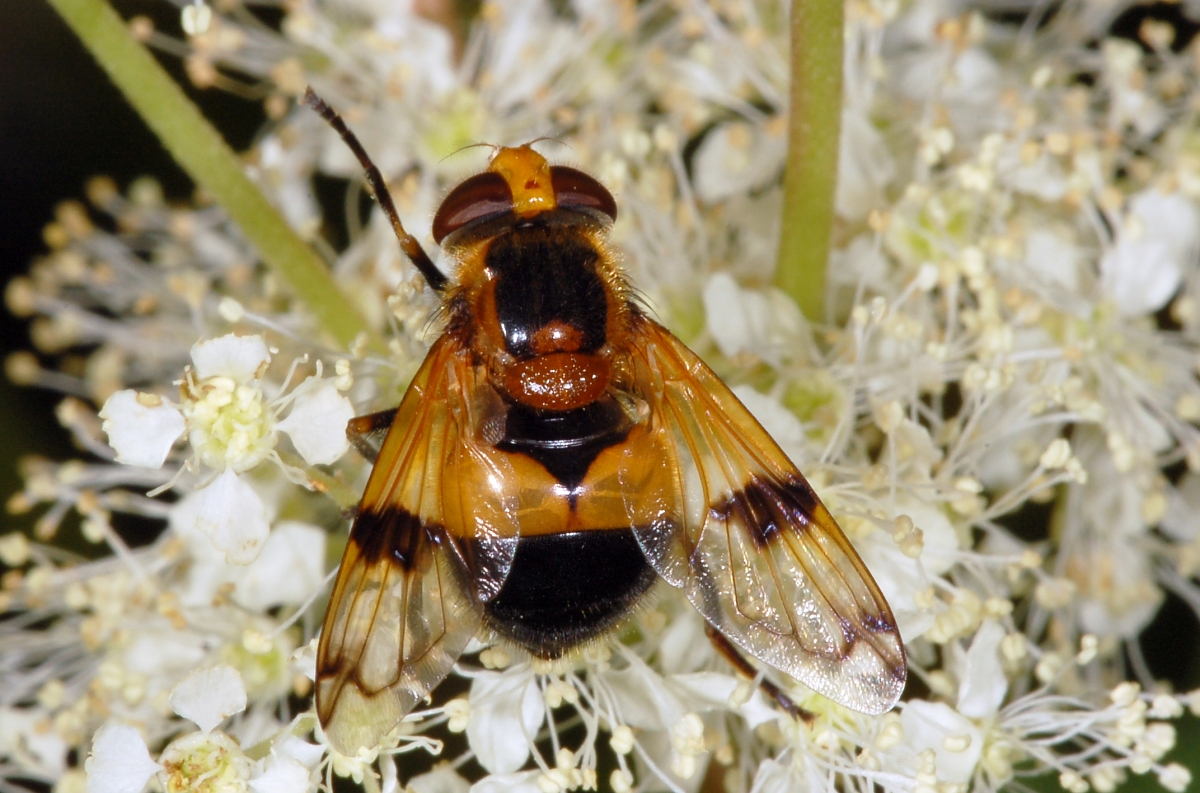
Volucella inflata hembra
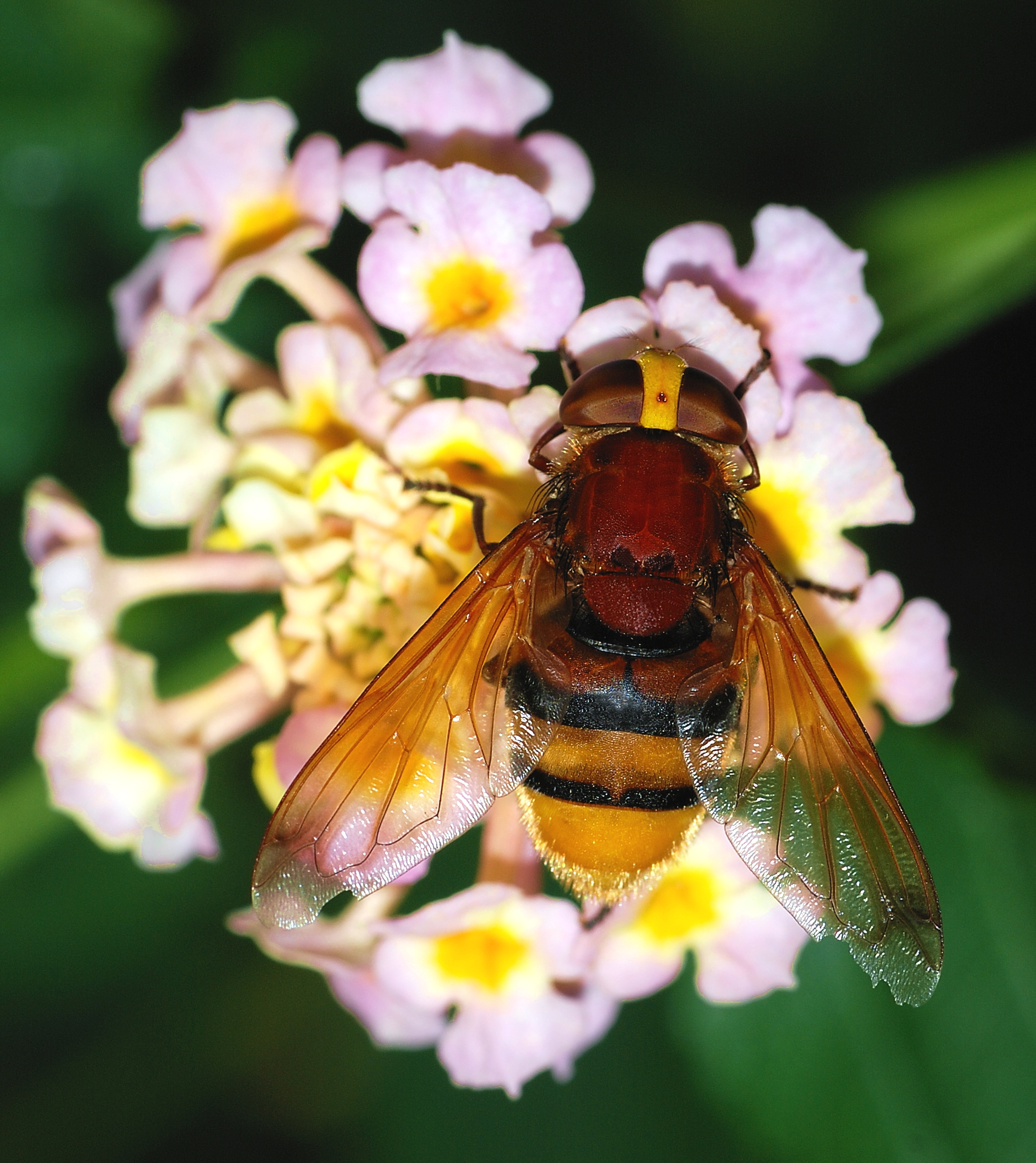
Volucella zonaria hembra